# Aeródromo de la Cervera
El aeródromo de la Cervera, situado en el término municipal de Cáceres, a 15 kilómetros de la capital y en el punto kilométrico 571 de la Carretera Nacional 630, nació como sustitución del aeródromo de Cáceres a finales de la década de 1970, tras perder aquel su interés militar. 
La administración cacereña se interesó en el Plan de Desarrollo de Infraestructuras aéreas del gobierno estatal, que preveía la construcción de nuevos aeropuertos en pequeñas capitales y, dado el desarrollo que estaba experimentando la ciudad, la convertía en candidata segura. 
El nuevo asentamiento se situó en la finca del mismo nombre, de la cual la Diputación Provincial de Cáceres había expropiado 188,60 hectáreas, alcanzando el aeródromo una superficie total de 274 hectáreas. Comenzaron entonces una serie de obras destinadas a mejorar el acceso, aplanándose los montículos de la pista, a la que se dotó de suministro eléctrico y agua corriente, lo que supuso para la Diputación una inversión de unos 150 millones de pesetas.
Durante algunos años las instalaciones quedaron en el olvido, siendo cedidas a finales de los años 80 al Aeroclub de Cáceres, que tras abandonar el aeródromo de Cáceres (al ser empleado aquel en otras actividades), tuvo que desplazarse a La Cervera para seguir con sus actividades de vuelo con aviones ultraligeros.
Actualmente el aeródromo cuenta con varios hangares destinados a avionetas y ultraligeros, aunque la pista principal sigue siendo de tierra compactada. Junto al mismo se ha asentado el club de aeromodelismo, que ha erigido un edificio destinado a ejercer sus actividades, así como ha alquitranado una pequeña pista de vuelo para hacer volar sus aeromodelos.

## Orografía
Se sitúa en el centro de la penillanura del Salor en un amplio espacio peniaplanado sin grandes obstáculos o desniveles topográficos, pues los riberos más próximos, río Ayuela a 5 kilómetros y río Salor a 4 kilómetros, tienen el nivel más bajo en 350 y 370 metros, respectivamente, mientras que las elevaciones más significativas y próximas se encuentran en las serretas de Cáceres a unos 10 kilómetros con una altitud de 664 metros en El Risco; la Sierra de Montánchez a unos 25 km y 988 m de altitud máxima y la Sierra de San Pedro a 12 kilómetros, con una altitud máxima de 710 metros en Peña del Buitre.
No existen arboledas que puedan complicar los aterrizajes y los despegues.

## Climatología
Vientos de componente oeste y suroeste, por lo que las pistas tienen una orientación de 260º. Cuando predominan los vientos cruzados de más de 20-30 nudos (pocos días), la práctica aérea es inviable para aparatos similares o inferiores al Foker. Hay niebla unos veinte días al año pero levanta a media mañana.

## Proyectos
El anterior presidente de la Junta de Extremadura perteneciente al Partido Socialista Obrero Español -PSOE- Juan Carlos Rodríguez Ibarra, prometió que a corto plazo la ciudad de Cáceres contaría con un aeropuerto internacional, y los terrenos de La Cervera se posicionan como el lugar elegido. El nuevo presidente de la Junta Guillermo Fernández Vara mostró su interés por continuar las gestiones tendentes a la creación del nuevo aeropuerto. Los estudios realizados por diversas instituciones públicas y privadas han sido optimistas con el nuevo aeropuerto, que aumentaría la influencia de Cáceres en las relaciones entre España y Portugal. Desde sus pistas podrían operar líneas de bajo coste, empresas de mensajería y aerotaxis, pudiéndose destinar alguna zona para operaciones con helicópteros por parte de las fuerzas de seguridad del estado o servicios de emergencia.

## Enlaces/Referencias
- https://web.archive.org/web/20071008034813/http://camaracaceres.es/actividades/publicaciones/libros/completos/12/contenidos/indice.htm
- http://wikimapia.org/1874256/es/aerodromo-de-la-cervera
- http://80.32.39.232/camposvuelo/ver.php?indice=50 (enlace roto disponible en Internet Archive; véase el historial, la primera versión y la última).

- Datos: Q5659394